# Monolitul Ponce

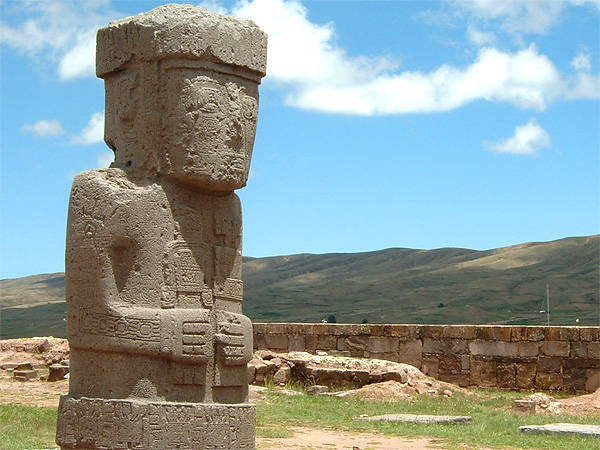
Monolitul Ponce - detaliu

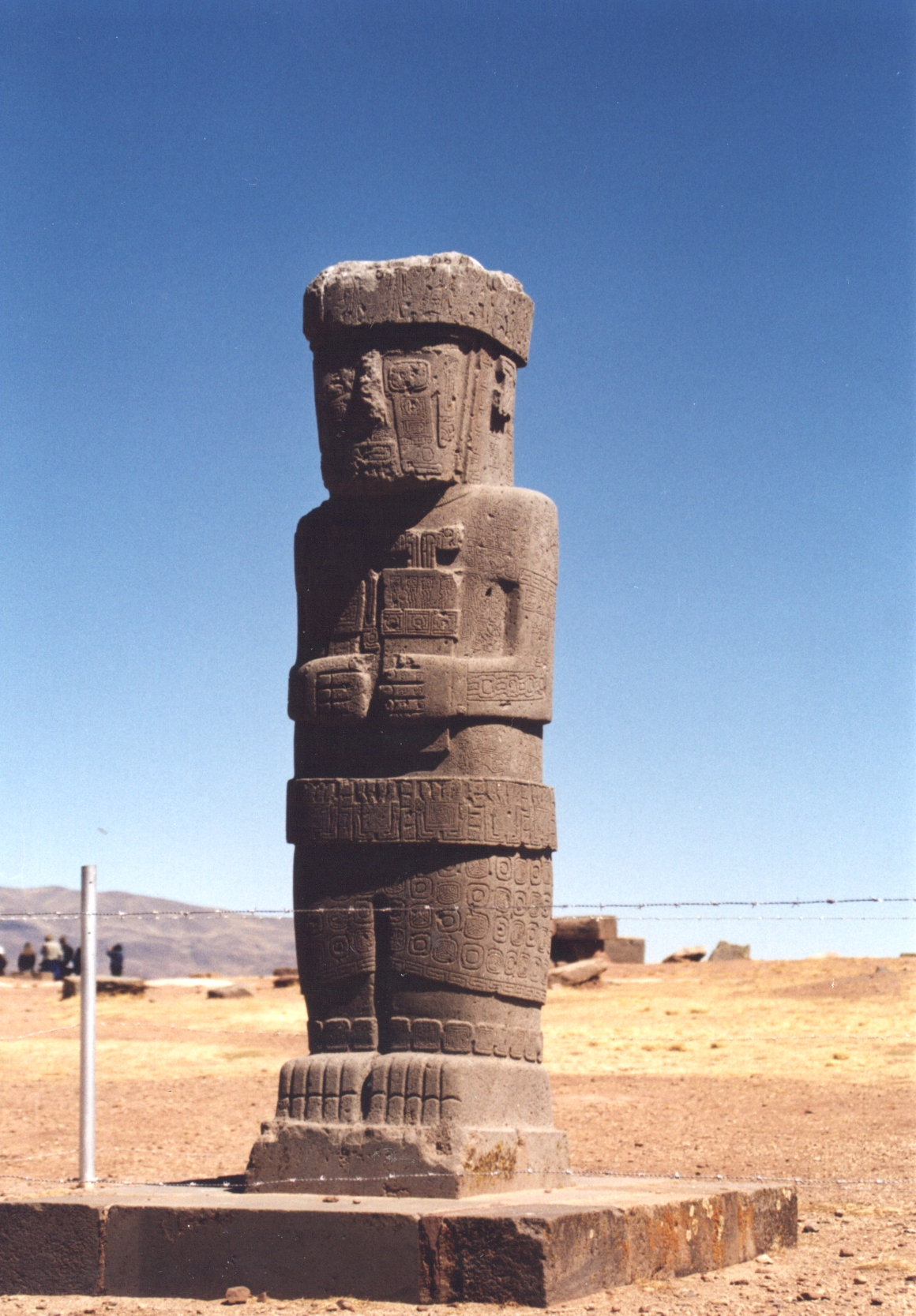
Monolitul Ponce

Monolitul Ponce, cunoscut și sub denumirile Stela Ponce sau Stela 8, este un monument care se află în partea de est a Complexului arheologic monumental de la Tiahuanaco, (sit enumerat ca patrimoniu mondial de UNESCO din 2000); Monolitul este situat în interiorul incintei din Templul Kalasasaya (kala = piatră și saya sau sayasta = oprit), de asemenea, cunoscut și ca Templo de las Piedras Paradas. Se presupune că a fost construit de către membri ai culturii Tiahuanaco, civilizație precolumbiană care în perioada sa de maximă expansiune se întindea în zone care astăzi fac parte din Bolivia, Chile și Peru.

## Arhitectura
- Înălțime: 3 m
- Material: o bucată de piatră de andezit
- Formă: monolit vertical antropomorf
- Decorațiuni: basoreliefuri cu motive zoomorfe, cu elemente iconografice ca lacrimi în formă de pește, bărbați cu aripi, condori, vulturi, pene etc. precum și diverse elemente geometrice.

## Descoperire
Monolitul a fost probabil descoperit de către coloniștii spanioli în secolul al XVI-lea dar a fost uitat și îngropat timp de mai multe secole până când a fost redescoperit în 1957 datorită săpăturilor efectuate de către arheologul bolivian Carlos Ponce Sanginés, în onoarea căruia a fost numit monumentul.